# Ахмад ар-Рузейкы
Ахмад ар-Рузейкы (араб. أحمد الرزیقي‎; 18 февраля 1938, ар-Рузейка, Армант, Египет — 8 декабря 2005) — египетский чтец Корана.

## Биография
Ахмад ар-Рузейкы родился 18 февраля 1938 года в деревне ар-Рузейка района Армант области Луксор в Верхнем Египте.
Будучи подростком, Ахмад начал обучение в обычной сельской школе. Однажды в 1951 году он увидел, как толпа его односельчан собралась вокруг громкоговорителя, жадно слушая передававшееся по радио чтение Корана уроженца того же района шейха ‘Абдуль-Басита ‘Абдус-Самада. С этого дня его жизнь сильно изменилась. Он покинул прежнее место учёбы и поступил в куттаб — религиозную школу, где наизусть заучивался Коран. Когда его отец узнал об этом, он крайне обрадовался и всеми силами поддержал его в этом начинании.
Шейх ар-Рузейкы выучил Коран за 3 года под руководством шейха Махмуда Ибрахима. Затем он изучил 10 кыраатов под руководством шейха Мухаммада Салима Хаммады, учителя шейха ‘Абдуль-Басита.
В возрасте 20 лет шейх ар-Рузейкы поступил в Музыкальный институт, где под руководством известного музыканта и журналиста Махмуда Кямиля изучил искусство арабской музыки. Там он научился петь и играть на уде.
С 1961 по 1974 год шейх ар-Рузейкы проживал в Луксоре. В 1974 году он присоединился к Каирскому радио и стал одним из известных в Египте чтецов Корана.
В 1982 году шейх ар-Рузейкы был назначен чтецом в каирской мечети «ас-Сеййда Нафиса».
Начиная с 1970-х годах шейх ар-Рузейкы боролся за учреждение Союза Чтецов Египта, который был образован в 1984 году, и оставался его главным секретарём вплоть до своей смерти 8 декабря 2005 году.